# Bapuwa Mwamba
Pour les articles homonymes, voir Mwamba.
Mwamba Bapuwa, né le 8 septembre 1942 à Kilembe (Bandundu-RDC) et mort le 8 juillet 2006, est une personnalité politique congolaise.

## Biographie
Né en 1942 dans la province du Bandundu, Mwamba Bapuma a terminé ses études secondaires au Grand Séminaire de Kabwe près de Kananga (Kasaï-Occidental). Il rejoint  ensuite l'université de Lubumbashi (Katanga) où il mène des études en sciences sociales. À Kinshasa, il entre comme journaliste à l'(AZAP) qui deviendra l'(ACP)l'Agence congolaise de presse.
Au début des années 1980, traqué pour ses activités politiques clandestines contestant la dictature mobutiste, il fuit vers la République populaire du Congo où il obtient du HCR le statut de réfugié. À Brazzaville, il échappe également à l’échange réciproque de leurs opposants exilés concocté par les deux dictateurs Sassou Nguesso et Mobutu. Encore une fois in extremis, Mwamba Bapuwa esquive l'arrestation en s'envolant pour Paris où il sera longtemps hébergé par un ami. Animé par la volonté inflexible de continuer à vivre comme tout homme qui se respecte, il exigera de la France et obtiendra quelques années après, le regroupement familial. 
Fin 1984, Mwamba Bapuwa participe au colloque international sur les rébellions mulelistes, organisé à l'université  Paris VII Jussieu. Il y sera l'observateur des échanges houleux entre, d'une part, les experts occidentaux et, d'autre part, les intellectuels congolais et les acteurs du terrain, dont lui-même fait partie, débats qu’il rapportera dans l’ouvrage intitulé Rébellions-Révolution au Zaïre 1963-1965, paru aux éditions de L'Harmattan en 1987.
En 1991, profitant de l’ouverture temporaire due à la pression nationale sur le régime de Mobutu, Mwamba Bapuwa  décide de retourner à Kinshasa participer à la Conférence nationale souveraine (CNS) qui sera vite interdite par le pouvoir. En signe de protestation, une grande marche dite « des Chrétiens » a lieu à Kinshasa le 16 février 1992 où beaucoup seront tués ou blessés, mais la CNS rouvrira ses portes. À son retour à Paris, Mwamba Bapuwa rapportera cette manifestation marquante dans une préface à l'ouvrage coédité en 1994 par L'Harmattan et le Groupe Amos de l'abbé José Mpundu, l’un des organisateurs de la Marche : « Marche d’Espoir » - Kinshasa 16 février 1992 – Non-violence pour la Démocratie au Zaïre, préfacé par Jean Van Lierde.
En 1996, Mwamba Bapuwa écrit un mémoire dans le cadre d'un DEA à Paris VII Jussieu : Histoire des cultures politiques au Zaïre 1955-1995.
Début 1997, Mwamba Bapuwa se rend à Goma pour y rencontrer le porte-parole de l'AFDL, Laurent-Désiré Kabila. L'évolution chaotique et l'arbitraire du nouveau régime l'en éloignera très vite. Entre-temps, ayant participé à une émission de TV5 qui l'a fait remarquer par le directeur de Jeune Afrique Économie, il va exercer son talent de journaliste à plein temps, jusqu’à la faillite du mensuel en 2002.
En août 2005, Mwamba Bapuwa décide de retourner au pays après avoir dûment renoncé à son statut de réfugié politique. Il est âgé alors de 63 ans et projette de monter une radio en langues nationales. Ce projet, sans financement, s'avère vite impossible dans la déliquescence et l'insécurité généralisées. Il sera donc pigiste pour quelques journaux de Kinshasa, ce qui lui permettra au moins de pouvoir subsister jusqu'aux élections du 30 juin 2006 qui doivent mettre fin à une période politicienne de 2 ans prolongée de 2 fois 6 mois. Mwamba Bapuwa aurait donc dû être de retour en France, dans sa famille, en juillet. Mais les élections ayant encore été reportées, cette fois d’un mois - au 30 juillet 2006 -, il décide donc de rester à Kinshasa jusqu'en août.
En juin et juillet 2006, le journaliste politique Mwamba Bapuwa analyse les conditions de la tenue des « premières élections libres depuis 40 ans », ou du moins déclarée telles par la communauté internationale. Il décrit une situation délétère totalement défavorable à la tenue d'un scrutin démocratique. 
Il est abattu par balles à son domicile de Kinshasa dans la nuit du 8 juillet 2006.